# Чичекдагы
Чичекдагы (тур. Çiçekdağı) — город и район в центральной части Турции, на территории провинции Кыршехир.

## Географическое положение

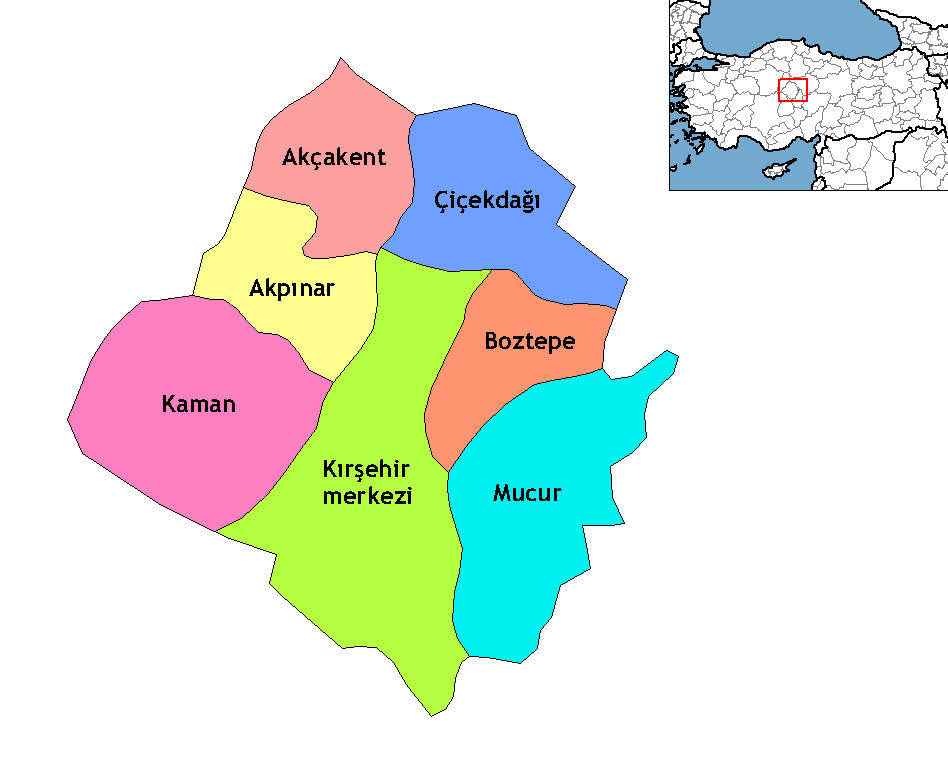
Район Чичекдагы на административной карте ила Кыршехир

Город расположен в северной части ила, на расстоянии приблизительно 50 километров к северо-востоку от города Кыршехир, административного центра провинции. Абсолютная высота — 917 метров над уровнем моря.

Площадь района составляет 803 км².

## Население
По данным Института статистики Турции, численность населения Чичекдагы в 2012 году составляла 6377 человек, из которых мужчины составляли 49,6 %, женщины — соответственно 50,4 %.
Динамика численности населения города по годам:
| 1997 | 2000 | 2007 | 2012 |
| ---- | ---- | ---- | ---- |
| 6767 | 6683 | 6604 | 6377 |

## Экономика и транспорт
Большинство населения занято в сельскохозяйственной отрасли.
Ближайший аэропорт расположен в городе Невшехир.